# Kitanagoya
Kitanagoya (北名古屋市; -shi) é uma cidade japonesa localizada na província de Aichi.
Em 1 de Março de 2008 a cidade tinha uma população estimada em 80 578 habitantes e uma densidade populacional de 4 385,39 h/km². Tem uma área total de 18,37 km².
Recebeu o estatuto de cidade em 1 de Março de 2006. A cidade foi criada a partir da união das localidades vizinhas de Shoikatsu e Nishiharu.